# Tp 42 (魚雷)
Tp 42は、スウェーデンで運用された短魚雷。ボフォースなどにより1970年代に開発された。Tp 41の後継となる対潜／対水上誘導魚雷であり、1976年より配備されている。魚雷本体はパッシブ・ソナーを有し、有線通信により発射母機から目標への誘導を行う。発射プラットホームは複数種類に対応しており、潜水艦、水上艦、ヘリコプターに搭載される。また、目標潜水艦に対し、強制浮上を促すため、致命的な打撃を与えないように、弾頭炸薬量を調整することも考慮されている。

## 各型
- Tp 421
- Tp 422:ヘリコプター搭載用、1983年配備開始[2]。
- TP 427:1982年配備開始[2]。

## 要目
- 胴体直径：400mm[1][4]
- 機関：電気モーター推進 二重反転プロペラ
- バッテリー：銀亜鉛電池[2]
- 速度：25ktまたは33kt[2]